# Lise Haavik
Lise Haavik (née le 23 février 1962 à Narvik) est une chanteuse dano-norvégienne. Elle est la représentante du Danemark au Concours Eurovision de la chanson 1986 avec Du er fuld af løgn.

## Biographie
Elle arrive  au Danemark en 1982 pour étudier l'économie à l'université d'Odense et à l'école de commerce de Copenhague. Un an après avoir déménagé au Danemark, Haavik participe au concours de chanson amateur du magazine hebdomadaire Se og Hør, où elle se classe deuxième. Elle arrête alors ses études d'économie et se lance dans une carrière musicale. Peu de temps après, elle rencontre John Hatting fin 1983 alors qu'il cherche une chanteuse avec laquelle il pourrait former un duo. Ils forment le duo Trax. Ils se marient rapidement et divorceront en 1988.
Elle représente le Danemark au Concours Eurovision de la chanson 1986 avec la chanson Du er fuld af løgn. Alors que les deux partenaires étaient présents au concours, seul Haavik chante et est représentante du pays ; John Hatting est auteur et compositeur de la chanson. La chanson obtient 77 points et finit sixième sur vingt participants. C'est la seule fois où Haavik apparaît à l'Eurovision, après s'être présentée pour représenter le Danemark en 1984 et 1985 puis la Norvège en 1988.
Après le Concours Eurovision, elle poursuit une carrière musicale.